# Кошоаја (Телеорман)
Кошоаја (рум. Coșoaia) насеље је у Румунији у округу Телеорман у општини Виделе. Oпштина се налази на надморској висини од 96 m.

## Становништво
Према подацима из 2002. године у насељу је живело 475 становника, од којих су сви румунске националности.